# Вейн Раутледж
Вейн Раутледж (англ. Wayne Routledge, нар. 7 січня 1985, Лондон) — англійський футболіст, фланговий півзахисник клубу «Суонсі Сіті». Виступав, зокрема, за клуби «Крістал Пелес» та «Квінз Парк Рейнджерс», а також молодіжну збірну Англії.
Володар Кубка англійської ліги.

## Клубна кар'єра
Народився 7 січня 1985 року в місті Лондон. Вихованець футбольної школи клубу «Крістал Пелес». Дорослу футбольну кар'єру розпочав 2002 року в основній команді того ж клубу, в якій провів три сезони, взявши участь у 110 матчах чемпіонату. Більшість часу, проведеного у складі «Крістал Пелес», був основним гравцем команди.
Своєю грою за цю команду привернув увагу представників тренерського штабу клубу «Тоттенгем Готспур», до складу якого приєднався 2005 року. Відіграв за лондонський клуб лише 5 матчів, решту часу провівши в оренді у «Портсмуті» і «Фулгемі».
Згодом з 2008 по 2011 рік грав у складі команд клубів «Астон Вілла», «Кардіфф Сіті», «КПР» та «Ньюкасл Юнайтед».
До складу клубу «Суонсі Сіті» приєднався 2011 року. Відтоді встиг відіграти за валійську команду 121 матч в національному чемпіонаті.

## Виступи за збірні
2000 року дебютував у складі юнацької збірної Англії, взяв участь у 21 іграх на юнацькому рівні.
Протягом 2003–2004 років залучався до складу молодіжної збірної Англії. На молодіжному рівні зіграв у 16 офіційних матчах, забив 1 гол.

## Статистика виступів

### Статистика клубних виступів
| Сезон                          | Команда                        | Чемпіонат                      | Чемпіонат | Чемпіонат | Національний кубок | Національний кубок | Національний кубок | Континентальні кубки | Континентальні кубки | Континентальні кубки | Інші змагання | Інші змагання | Інші змагання | Усього | Усього |
| Сезон                          | Команда                        | Ліга                           | Ігор      | Голів     | Ліга               | Ігор               | Голів              | Ліга                 | Ігор                 | Голів                | Ліга          | Ігор          | Голів         | Ігор   | Голів  |
| ------------------------------ | ------------------------------ | ------------------------------ | --------- | --------- | ------------------ | ------------------ | ------------------ | -------------------- | -------------------- | -------------------- | ------------- | ------------- | ------------- | ------ | ------ |
| 2002-03                        | «Крістал Пелес»                | ЧФЛ                            | 26        | 4         | КА+КЛ              | 0+0                | 0                  | —                    | —                    | —                    | —             | —             | —             | 26     | 4      |
| 2003-04                        | «Крістал Пелес»                | 1Д                             | 47        | 6         | КА+КЛ              | 0+0                | 0                  | —                    | —                    | —                    | —             | —             | —             | 47     | 6      |
| 2004-05                        | «Крістал Пелес»                | ЧФЛ                            | 38        | 1         | КА+КЛ              | 0+0                | 0                  | —                    | —                    | —                    | —             | —             | —             | 38     | 1      |
| Усього за Крістал Пелес        | Усього за Крістал Пелес        | Усього за Крістал Пелес        | 111       | 11        |                    | 0                  | 0                  |                      |                      |                      |               |               |               | 111    | 11     |
| 2005-06                        | «Тоттенгем Готспур»            | ПЛ                             | 3         | 0         | КА+КЛ              | 0+0                | 0                  | —                    | —                    | —                    | —             | —             | —             | 3      | 0      |
| січ.-черв. 2006                | «Портсмут»                     | ПЛ                             | 13        | 0         | КА+КЛ              | 0+0                | 0                  | —                    | —                    | —                    | —             | —             | —             | 13     | 0      |
| 2006-07                        | «Фулгем»                       | ПЛ                             | 24        | 0         | КА+КЛ              | 3+0                | 1+0                | —                    | —                    | —                    | —             | —             | —             | 27     | 1      |
| 2007-08                        | «Тоттенгем Готспур»            | ПЛ                             | 2         | 0         | КА+КЛ              | 0+0                | 0                  | —                    | —                    | —                    | —             | —             | —             | 2      | 0      |
| Усього за Тоттенгем Готспур    | Усього за Тоттенгем Готспур    | Усього за Тоттенгем Готспур    | 5         | 0         |                    | 0                  | 0                  |                      |                      |                      |               |               |               | 5      | 0      |
| січ.-черв. 2008                | «Астон Вілла»                  | ПЛ                             | 1         | 0         | КА+КЛ              | 0+0                | 0                  | —                    | —                    | —                    | —             | —             | —             | 1      | 0      |
| серп. 2008-09                  | «Астон Вілла»                  | ПЛ                             | 1         | 0         | КА+КЛ              | 0+1                | 0+0                | Інт+КУЄФА            | 1+4                  | 0                    | —             | —             | —             | 7      | 0      |
| Усього за Астон Віллу          | Усього за Астон Віллу          | Усього за Астон Віллу          | 2         | 0         |                    | 1                  | 0                  |                      | 5                    | 0                    |               |               |               | 8      | 0      |
| 2008-09                        | «Кардіфф Сіті»                 | ЧФЛ                            | 9         | 2         | КА+КЛ              | 0+0                | 0                  | —                    | —                    | —                    | —             | —             | —             | 9      | 2      |
| січ.-черв. 2009                | «Квінз Парк Рейнджерс»         | ЧФЛ                            | 19        | 1         | КА+КЛ              | 0+0                | 0                  | —                    | —                    | —                    | —             | —             | —             | 19     | 1      |
| 2009-10                        | «Квінз Парк Рейнджерс»         | ЧФЛ                            | 25        | 2         | КА+КЛ              | 2+3                | 0+4                | —                    | —                    | —                    | —             | —             | —             | 30     | 6      |
| січ.-черв. 2010                | «Ньюкасл Юнайтед»              | ЧФЛ                            | 17        | 3         | КА+КЛ              | 0+0                | 0                  | —                    | —                    | —                    | —             | —             | —             | 17     | 3      |
| 2010-11                        | «Ньюкасл Юнайтед»              | ПЛ                             | 17        | 0         | КА+КЛ              | 1+1                | 0                  | —                    | —                    | —                    | —             | —             | —             | 19     | 0      |
| Усього за Ньюкасл Юнайтед      | Усього за Ньюкасл Юнайтед      | Усього за Ньюкасл Юнайтед      | 34        | 3         |                    | 2                  | 0                  |                      |                      |                      |               |               |               | 36     | 3      |
| січ.-черв. 2011                | «Квінз Парк Рейнджерс»         | ЧФЛ                            | 20        | 5         | КА+КЛ              | 0+0                | 0                  | —                    | —                    | —                    | —             | —             | —             | 20     | 5      |
| Усього за Квінз Парк Рейнджерс | Усього за Квінз Парк Рейнджерс | Усього за Квінз Парк Рейнджерс | 64        | 8         |                    | 5                  | 4                  |                      |                      |                      |               |               |               | 69     | 12     |
| 2011-12                        | «Суонсі Сіті»                  | ПЛ                             | 28        | 1         | КА+КЛ              | 2+0                | 0                  | —                    | —                    | —                    | —             | —             | —             | 30     | 1      |
| 2012-13                        | «Суонсі Сіті»                  | ПЛ                             | 36        | 5         | КА+КЛ              | 2+6                | 0                  | —                    | —                    | —                    | —             | —             | —             | 44     | 5      |
| 2013-14                        | «Суонсі Сіті»                  | ПЛ                             | 25        | 1         | КА+КЛ              | 3+1                | 1+0                | ЛЄ                   | 8                    | 3                    | —             | —             | —             | 37     | 5      |
| 2014-15                        | «Суонсі Сіті»                  | ПЛ                             | 32        | 4         | КА+КЛ              | 0+0                | 0                  | —                    | —                    | —                    | —             | —             | —             | 32     | 4      |
| Усього за Суонсі Сіті          | Усього за Суонсі Сіті          | Усього за Суонсі Сіті          | 121       | 11        |                    | 14                 | 1                  |                      | 8                    | 3                    |               |               |               | 143    | 15     |
| Усього за кар'єру              | Усього за кар'єру              | Усього за кар'єру              | 383       | 38        |                    | 25                 | 6                  |                      | 13                   | 3                    |               |               |               | 421    | 47     |

## Титули і досягнення
- Володар Кубка Футбольної ліги (1):

«Суонсі Сіті»: 2012-13